# Aleksandar Karakašević
Aleksandar Karakašević (Servisch: Александар Каракашевић) (Zemun, 9 december 1975) is een Servisch professioneel tafeltennisser. Samen met Rūta Paskauskiene werd hij zowel in 2000, 2005 als 2007 Europees kampioen in het gemengd dubbelspel.
Karakašević bereikte in december 2006 zijn hoogste positie op de ITTF-wereldranglijst, toen hij 32e stond.

## Sportieve loopbaan
De linkshandige Karakašević debuteerde in het internationale circuit op de wereldkampioenschappen 1995 in Tianjin, toen nog als Joegoslaaf. Een jaar later speelde hij zijn eerste ITTF Pro Tour-toernooien, waarbij hij meteen verliezend finalist was in het dubbelspel van de Italië Open. Dat jaar kwalificeerde Karakašević zich voor de ITTF Pro Tour Grand Finals in het dubbelspel, waarop hij derde werd. Een prestatie die de Serviër herhaalde in 2001 en in 2003.

Op de Pro Tour heeft Karakašević verschillende toernooizeges op zijn naam staan in het dubbelspel. Hij won in die discipline in 2001 het Duitsland Open, in 2005 het Rusland Open en in 2006 het Servië Open. In het enkelspel kwam hij nooit verder dan een halve finale op de Slovenië Open 2006.
Karakašević vormt in het gemengd dubbelspel doorgaans een koppel met de Litouwse Rūta Paskauskiene. Samen wonnen ze de Europese titel in deze discipline tijdens zijn eerste EK-deelname in 2000, in 2005 en in 2007. Ze bereikten ook in 2002 de eindstrijd, maar verloren ditmaal van het Pools/Luxemburgse duo Lucjan Błaszczyk/Ni Xia Lian.

Karakašević speelde op de Olympische toernooien van 1996 (voor Joegoslavië), 2004 en 2008. Een kwartfinaleplaats in het dubbelspel van Athene '04 was daarbij zijn beste prestatie.
In clubverband speelde Karakašević onder meer in de Duitse Bundesliga voor SV Plüderhausen, waarmee hij in 2002 en 2005 de ETTU Cup won.